# Schweizer Fernsehen
Schweizer Fernsehen (Televisió Suïssa, SF, fins a 2005 SF DRS) és la televisió pública suïssa per a la Suïssa alemanya i romanx. És una empresa de Schweizer Radio und Fernsehen que pertany a SSR SRG idée suisse.
La SF té la seu a Leutschenbach, un suburbi situat al nord de Zúric i de moment té el monopoli en la cobertura televisiva en tota la Suïssa alemanya i als territoris romanx.
La directora de Schweizer Fernsehen és Ingrid Deltenre.
Fins al 4 de desembre de 2005, l'emissora es deia SF DRS. El nom estava compost de les sigles SF (per Schweizer Fernsehen, televisió suïssa) i DRS (per Deutsche und Rätoromanische Schweiz, Suïssa alemanya i retoromànica) i, per tant, també corresponia a la ràdio germanófona de Suïssa (Schweizer Radio DRS). En 2012 es van tornar a fusionar.
Fins ara han fracassat moltes temptatives d'una cobertura nacional per part d'emissors privades (Tele 24 de l'actual director de SAT.1 Roger Schawinski i TV3). Només Star TV (pel·lícules-notícies) ha aconseguit un cert èxit. Amb l'emissora privada U1 TV es va iniciar en 2004 una altra temptativa de cobertura sobre el territori suís que, no obstant això, va quedar a un nivell modest. Al setembre de 2006 va arrencar 3+, una nova cadena d'entreteniment.

## Canals
El primer canal es rep en tot el territori federal i a l'Alt Adige, mentre que el segon i el tercer canal només es reben dins de la Suïssa alemanya.
SF administra tres canals:
- SF 1
- SF zwei (abans SF 2, Schweiz 4, SPlus')
- SF info (abans SFi i SF Replay)

PresseTV té una concessió pròpia per a emetre programes en SF zwei i SF info. La Radio e Televisiun Rumantscha (RTR) retransmet sobre SF 1 els programes en llengua romanche, com Telesguard (Telenotícies), Cuntrasts i Istorgia de buna notg (Història de la bona nit).

## Difusió
SF 1 i SF zwei es retransmeten a la Suïssa alemanya per antena. SF 1, SF zwei i SF info també es retransmeten per cable en el territori suís i SF 1 i SF zwei via satèl·lit (Eutelsat Hotbird). SF info no es transmet codificada.

## Programes i magazins importants
- SF Tagesschau (SF Telenotícies) - noticiari quotidià, edició principal a les 19.30 en SF1 i SF zwei.
- SF Meteo - cada dia en SF 1 i SF zwei, a les 12.50 i a les 19.50, les previsions del temps per a Suïssa.
- SF 10vor10 (SF 10menys10) - De dilluns a divendres en SF1, 21.50, noticiari.
- MTW (Menschen Technik Wissenschaft, Homes Tècnica Ciència) - el dijous en SF1, magazín sobre recerca i ciència.
- Kassensturz - el dimarts a les 21.50 en SF1, magazín de consumidors.
- Sternstunde Philosophie / Sternstunde Religion (Gran moment filosofia / Gran moment religió) - el dissabte en SF1, magazín.
- Arena - en SF1, col·loqui entre polítics.
- Zischtigsclub (Club del dimarts) - el dimarts sobre SF1, magazín.
- Sport aktuell (Actualitat esportiva)- cada dia.
- SF Börse (SF Borsa) - cada dia en SF1 a les 19.25.
- SF Spezial (SF Especial) - no regular, en ocasions especials i en la programació estiuenca.
- SF Schweiz Aktuell (SF Suïssa actualitat) - De dilluns a divendres a les 19.00 en SF1, noticiari amb notícies de Suïssa.
- Der Club (El club) - en SF1, magazín de debat.
- Rundschau (Mirada al voltant) - el dimecres en SF1, magazín d'informació política i econòmica.
- Telesguard (literalment Telemirada) - de dilluns a divendres, Telenotícies romanx.
- Lüthi und Blanc - els diumenges a les 20.00 en SF1, sèrie helvètica.

## Cooperació
SF administra al costat de ARD i ZDF (Alemanya) i Österreichischer Rundfunk (Àustria) la cadena televisiva 3sat. En el camp de la informació i l'entreteniment, SF treballa estretament amb ARD i ZDF. SF també produeix alguns programes pel canal cultural franc-alemany ART. SF també forma part de Eurovisió. Els meteoròlegs de Schweizer Fernsehen també produeixen els comunicats meteorològics de la ARD.

## Quota de mercat
L'any 2003, la quota de mercat de SF 1 va aconseguir el 38% i la de SF zwei el 8%. En comparació, RTL està en el tercer lloc amb un 7% de quota de mercat.

## Crítiques
Schweizer Fernsehen és criticada sovint per part de suïssos no germanoparlants i de germanoparlants no suïssos per l'abús que es fa dels dialectes de l'alemany suís (Schwyzerdüütsch) en els programes televisius, com la previsió meteorològica o molts dibuixos animats per a nens petits. D'aquesta manera, s'impedeix que els suïssos francòfons i italòfons puguin seguir les transmissions en un alemany estàndard après a l'escola, mentre que els germanoparlants no suïssos acusen els suïssos germanoparlants de no voler fer aprofitable la televisió suïssa als qui no parlen un dialecte alamànic. El "Tagesschau" és un dels pocs programes de producció pròpia en Hochdeutsch, a vegades amb un marcat accent alamànic.

## Història
- 1939: Primera prova de TV en ocasió de l'Exposició Nacional de 1939.
- 1953: SRG difon en proves un programa d'una hora 5 tardes a la setmana des de l'Estudi Bellerive.
- 1963: Transmissió del primer programa en romanx.
- 1964: Introducció de la publicitat en televisió.
- 1968: Introducció de la televisió en color.
- 1974: Es transmet per primera vegada el magazín per a consumidors Kassensturz.
- 1984: Principi del teletext.
- 1984: Arrenca el canal 3sat, administrat al costat de ZDF i ORF.
- 1987: Peter Schellenberg és elegit director de la televisió.
- 1990: Principi de l'esquema dels programes "90".
- 1997: Principi de SF1.
- 1999: Principi de SFi (SFinfo) a l'àrea de Zuric.
- 2001: SFi es transmet a tota la Suïssa alemanya.
- 2003: A la fi de gener de 2003 s'inicia a Engadina la transmissió experimental en DVB-T, seguida del cantó de Ticino i de la regió del Llac de Ginebra.
- 2004: Ingrid Deltenre passa a ser la nova directora de la televisió.
- 2005: a mitjan maig de 2005 se suspèn la producció de transmissions PALplus. SF DRS passa a dir-se, el 5 de desembre de 2005, SF Schweizer Fernsehen. El canal SF2 ara es diu SF zwei. Els programes Tagesschau i 10vor10 passen per un redisseny que acabarà en l'estiu de 2006 amb la transmissió de les previsions del temps Meteo, la transmissió del programa de debats Der Club i el magazín d'informació Rundschau.
- 2006: Des d'estiu de 2006 els esdeveniments esportius només seran transmesos en 16:9.
- 2007: Les transmissions rebudes en 16:9 seran difoses completament en aquesta grandària i no seran reconvertides en 4:3. A l'octubre de 2007 es completarà la creació de la xarxa DVB-T a Suïssa.
- 2008: Prova HDTV.
- 2010: HDTV completada.
- 2012: SF es fusiona amb Schweizer Radio DRS per crear Schweizer Radio und Fernsehen